# كتب كتابا (فلم 1916)
كتب كتابًا (بالإنجليزية: He Wrote a Book) هو فيلم قصير صامت كوميدي من إنتاج عام 1916 وإخراج وبطولة وليام جارود.

## وصلات خارجية
كتب كتابا على موقع IMDb (الإنجليزية)
- كتب كتابا على موقع كينوبويسك (الروسية)